# 亚西西的圣方济各上层圣殿

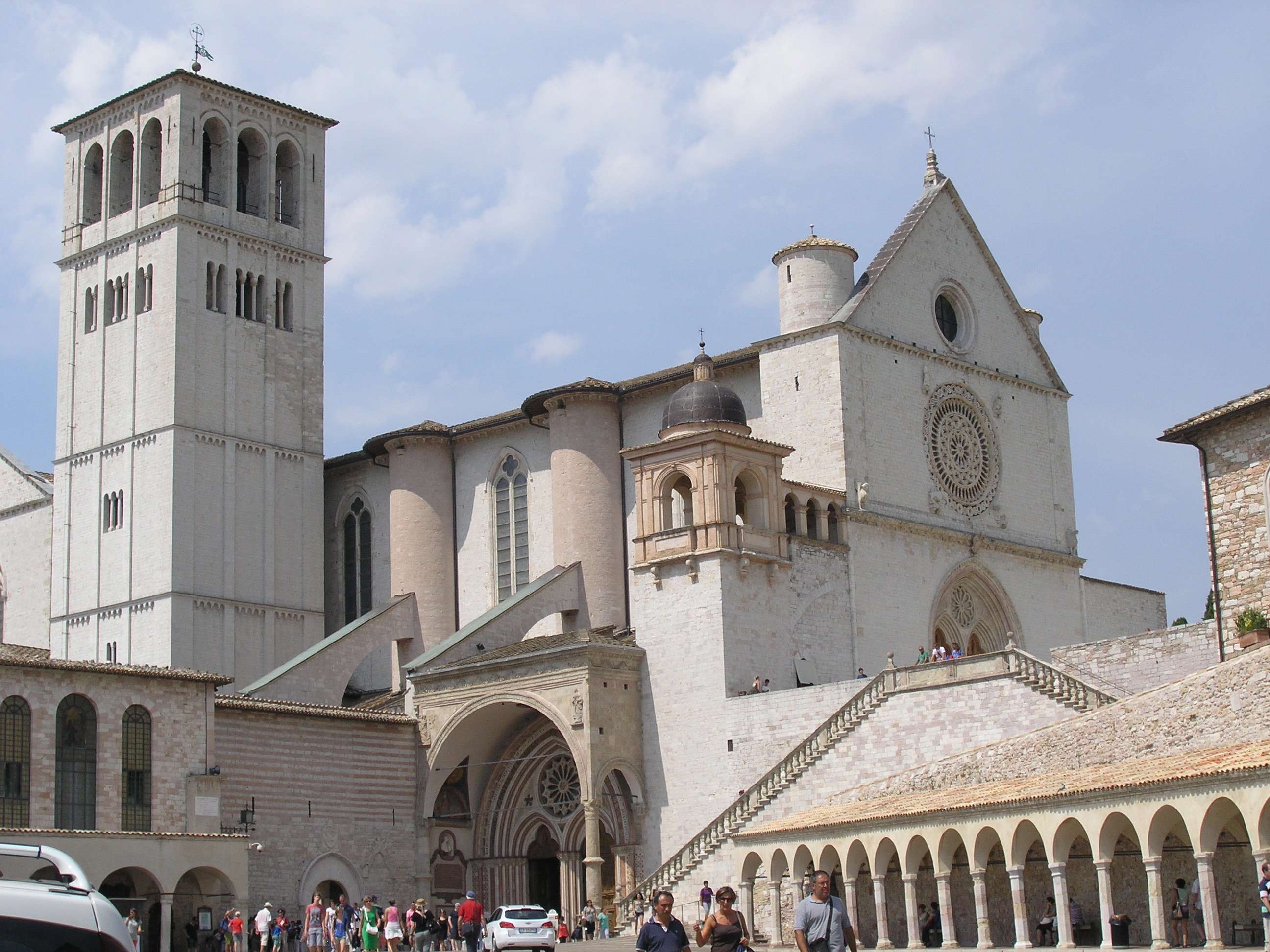

亚西西的圣方济各上层圣殿（basilica superiore di San Francesco d'Assisi）是构成亚西西的圣方济各圣殿的两座建筑之一，另一座建筑是下层圣殿。入口位于圣方济各上层圣殿广场。
上层圣殿建于1228-1253年，为意大利哥特式风格，为朝圣的目的地。教宗将方济各会视为加强与卑微阶层关系的盟友，投入了大量的经济资源，亲自负责这项工作的进展。

## 建筑

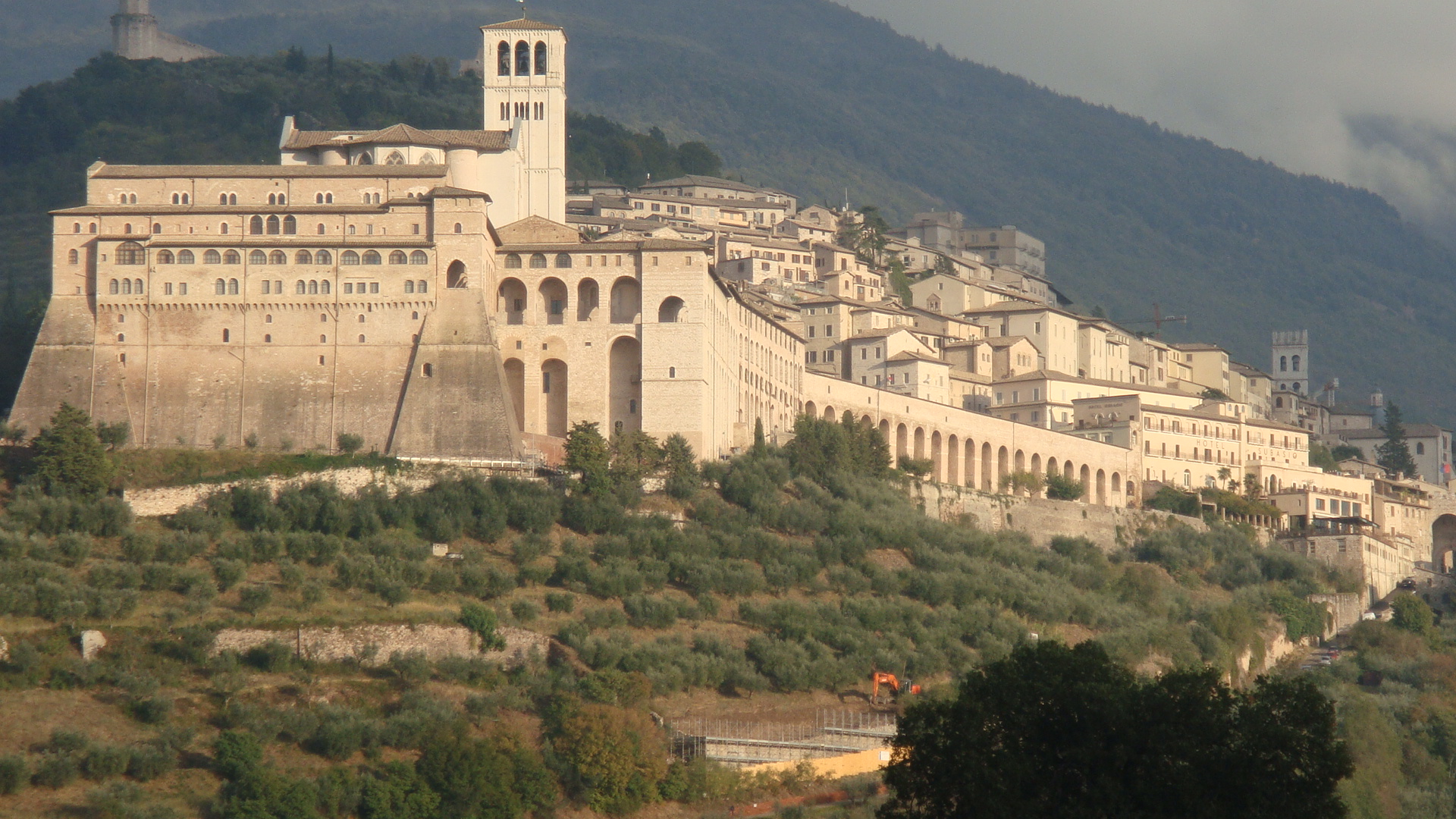

1997年9月26日地震对该堂造成了严重伤害，拱顶两处坍塌，耳堂南部也受到了相当大的破坏：130平方米的中世纪壁画被夷为碎片。教堂因修复工作而关闭了两年。

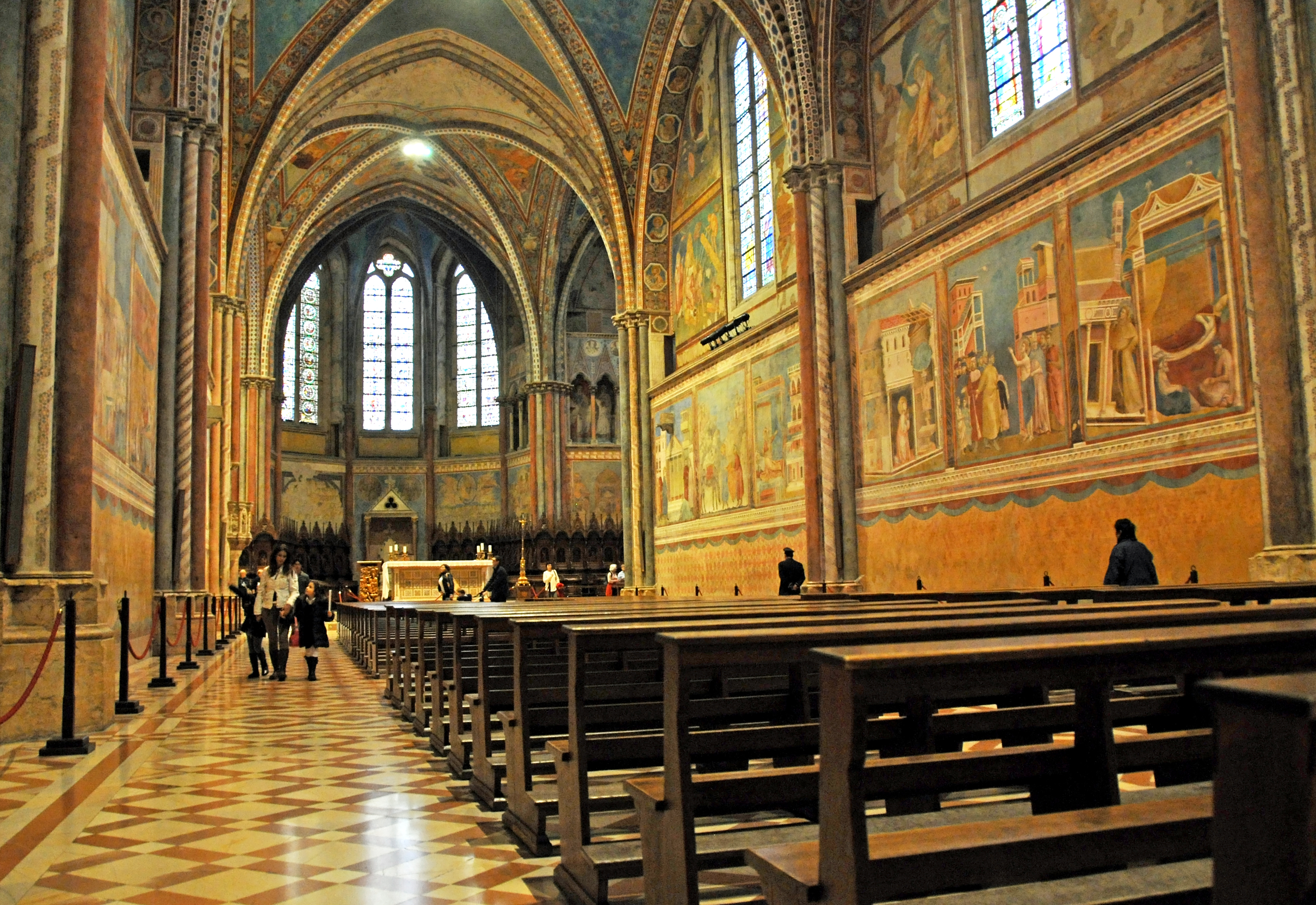

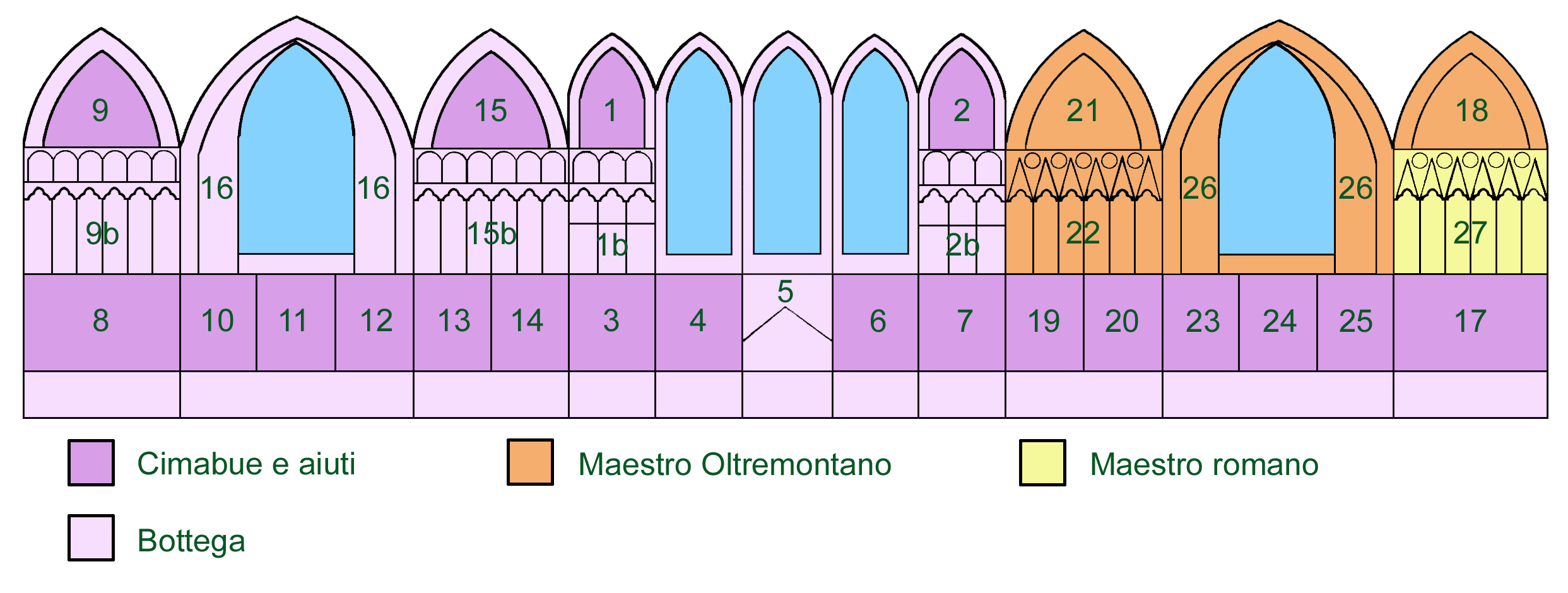
Schema affreschi del presbiterio

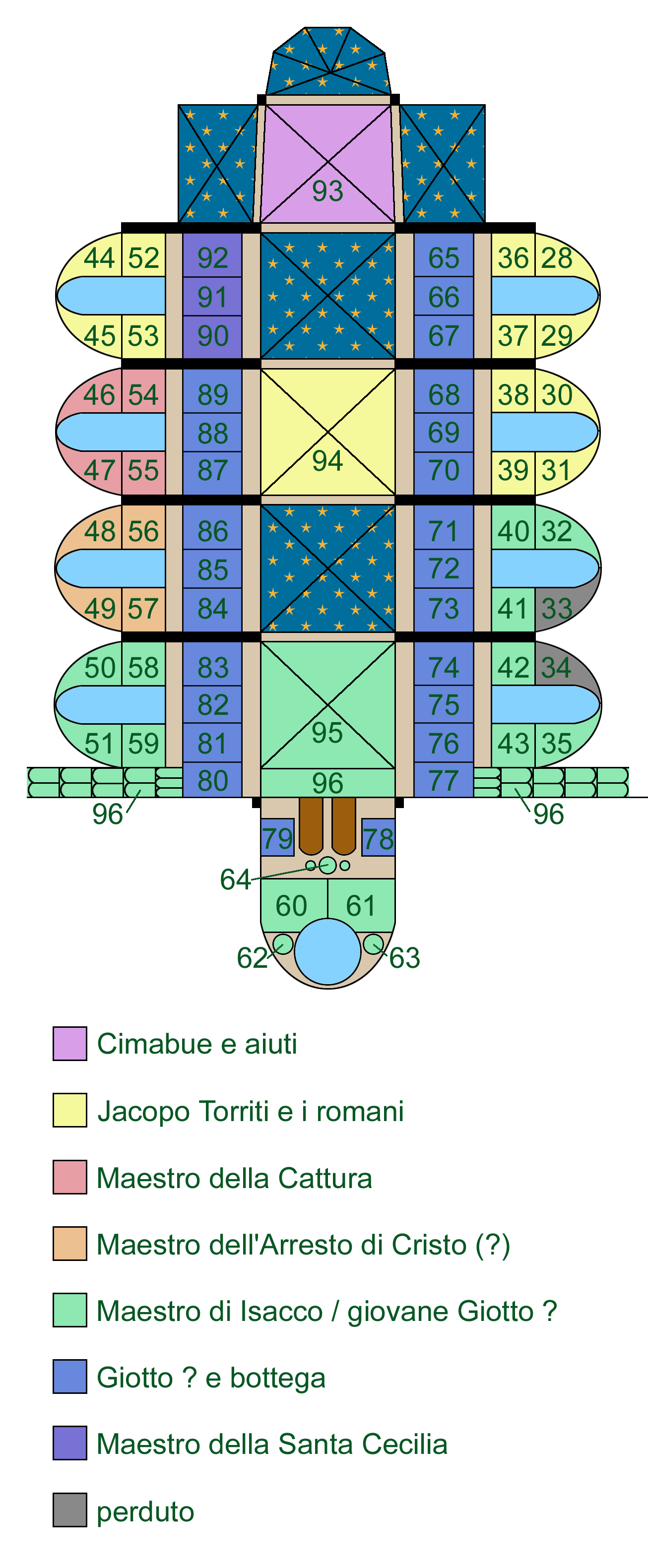
Schema degli affreschi nella navata e sulle volte della basilica superiore

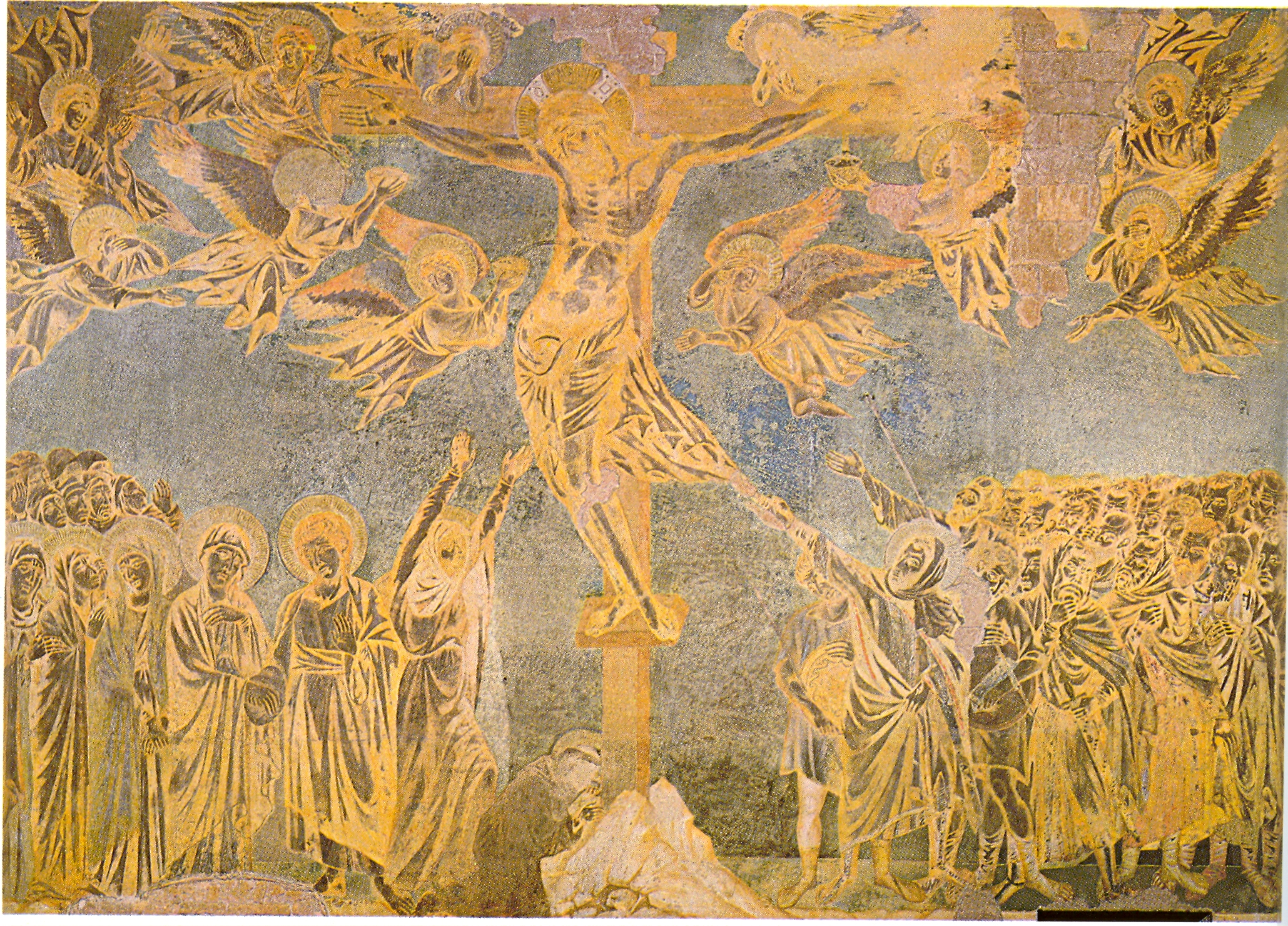
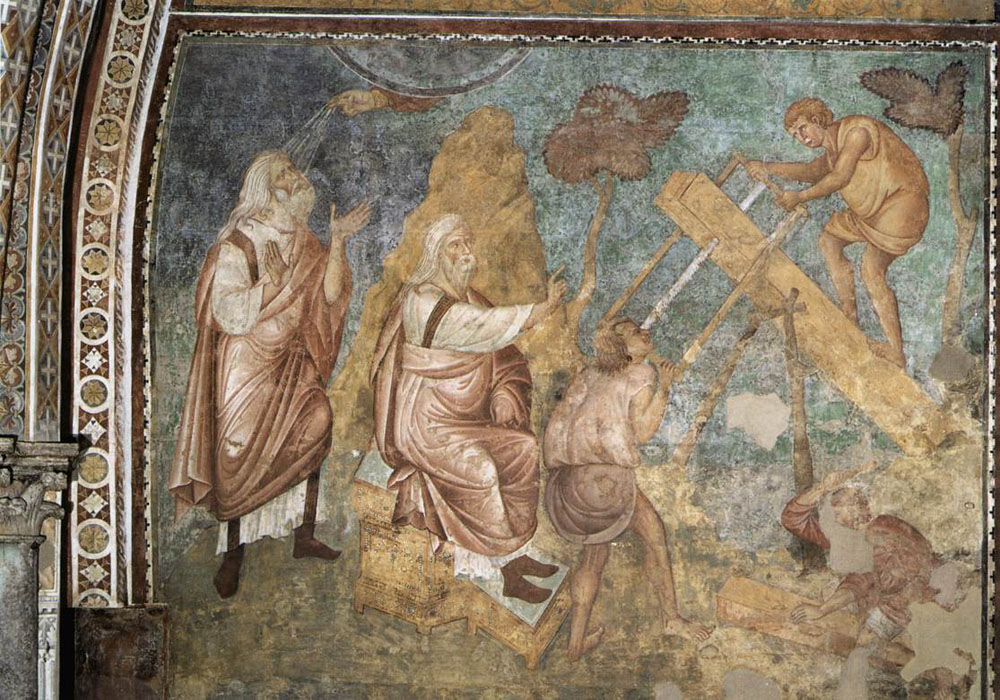
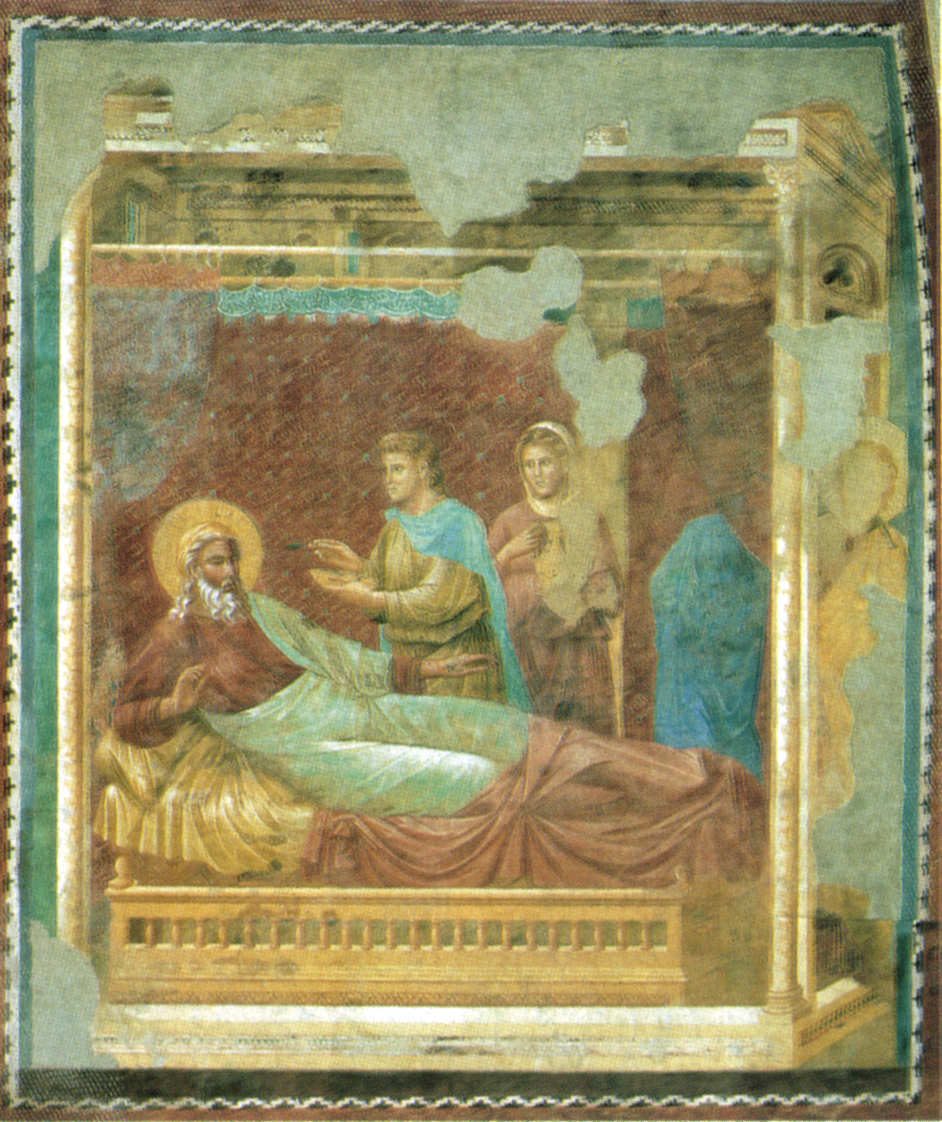
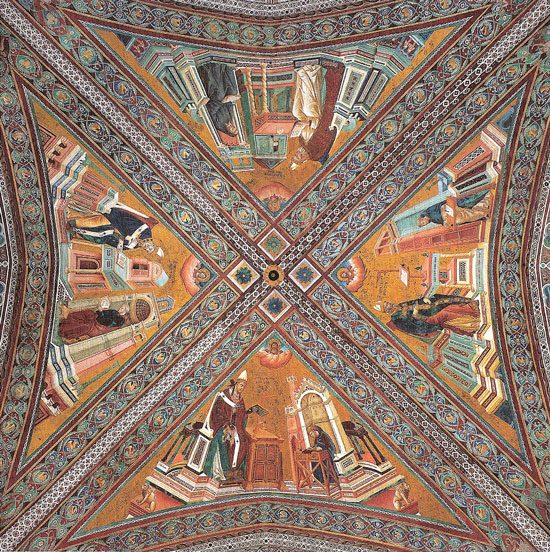
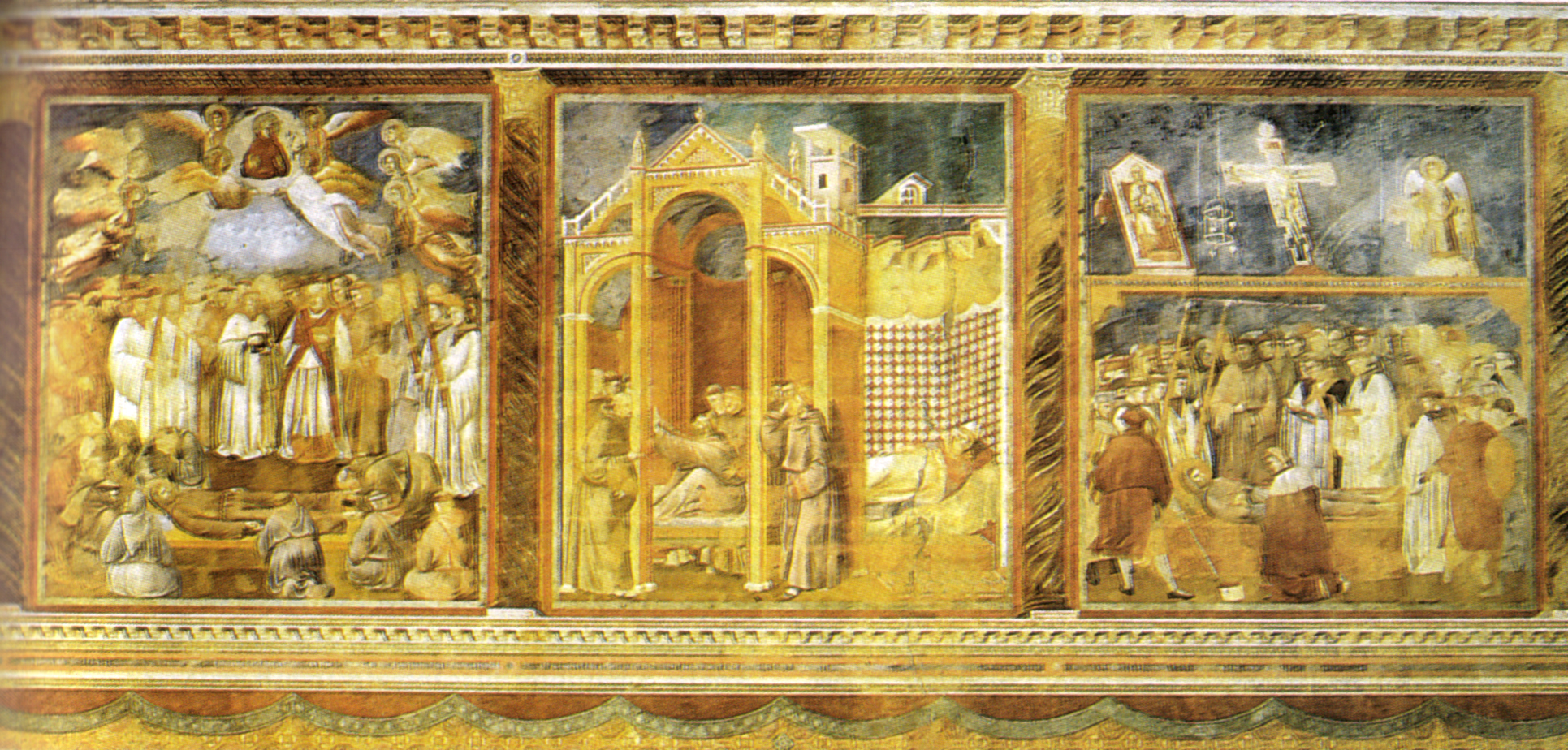
Impaginazione delle Storie di San Francesco
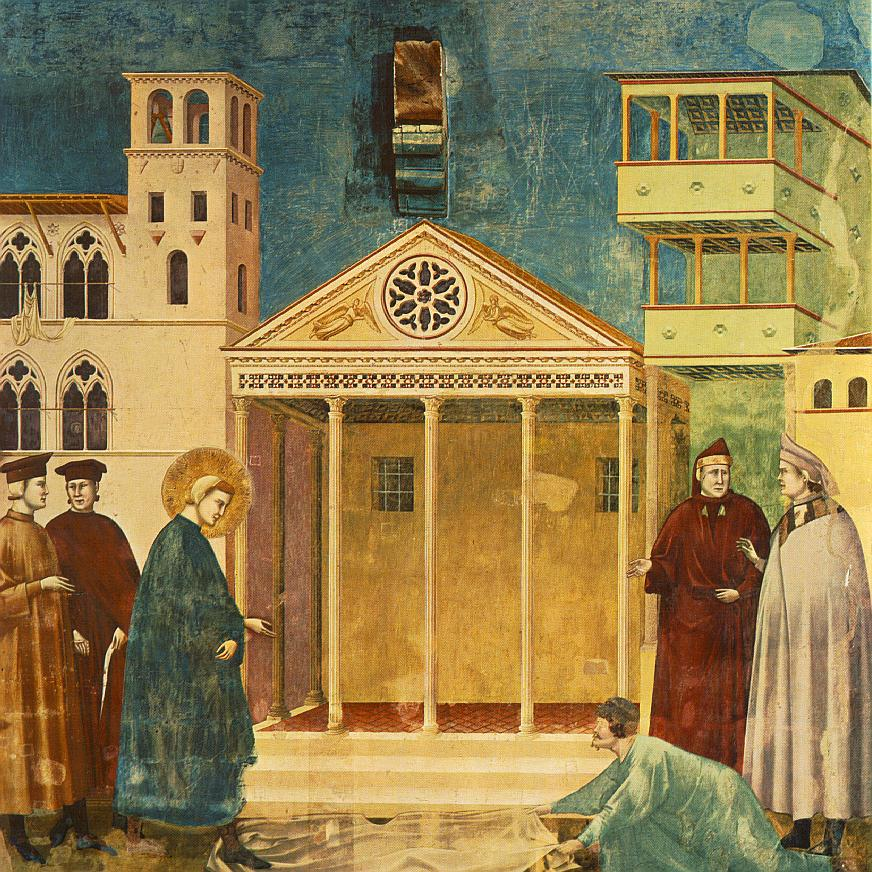
《平凡人的致敬》
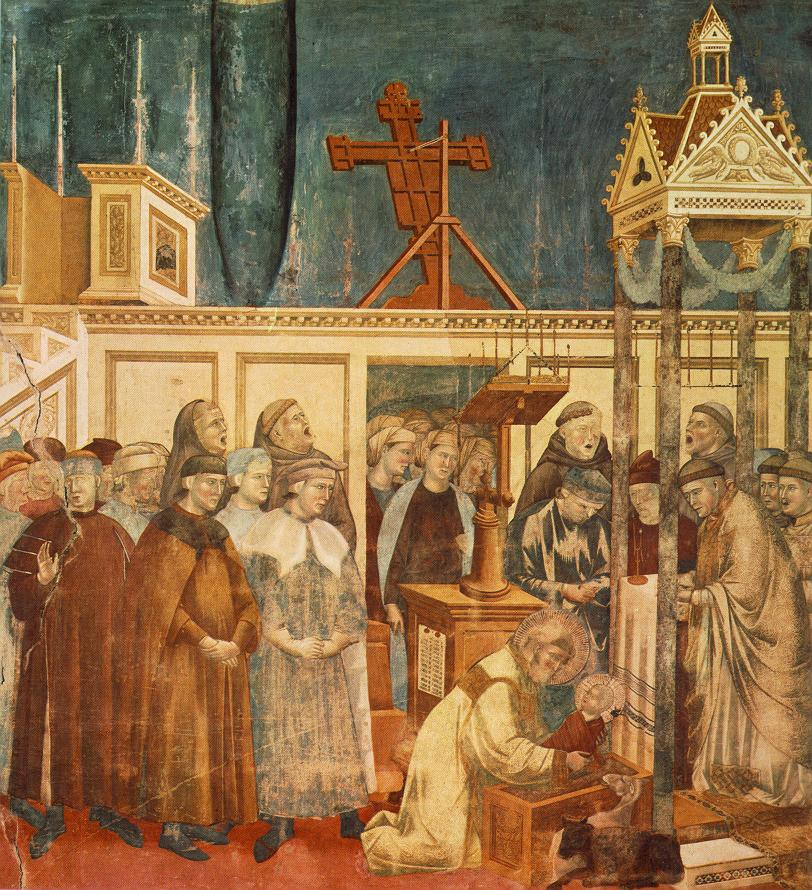
《格雷乔的圣诞马槽》
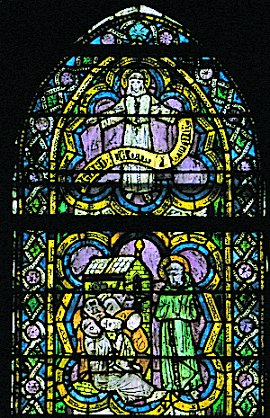
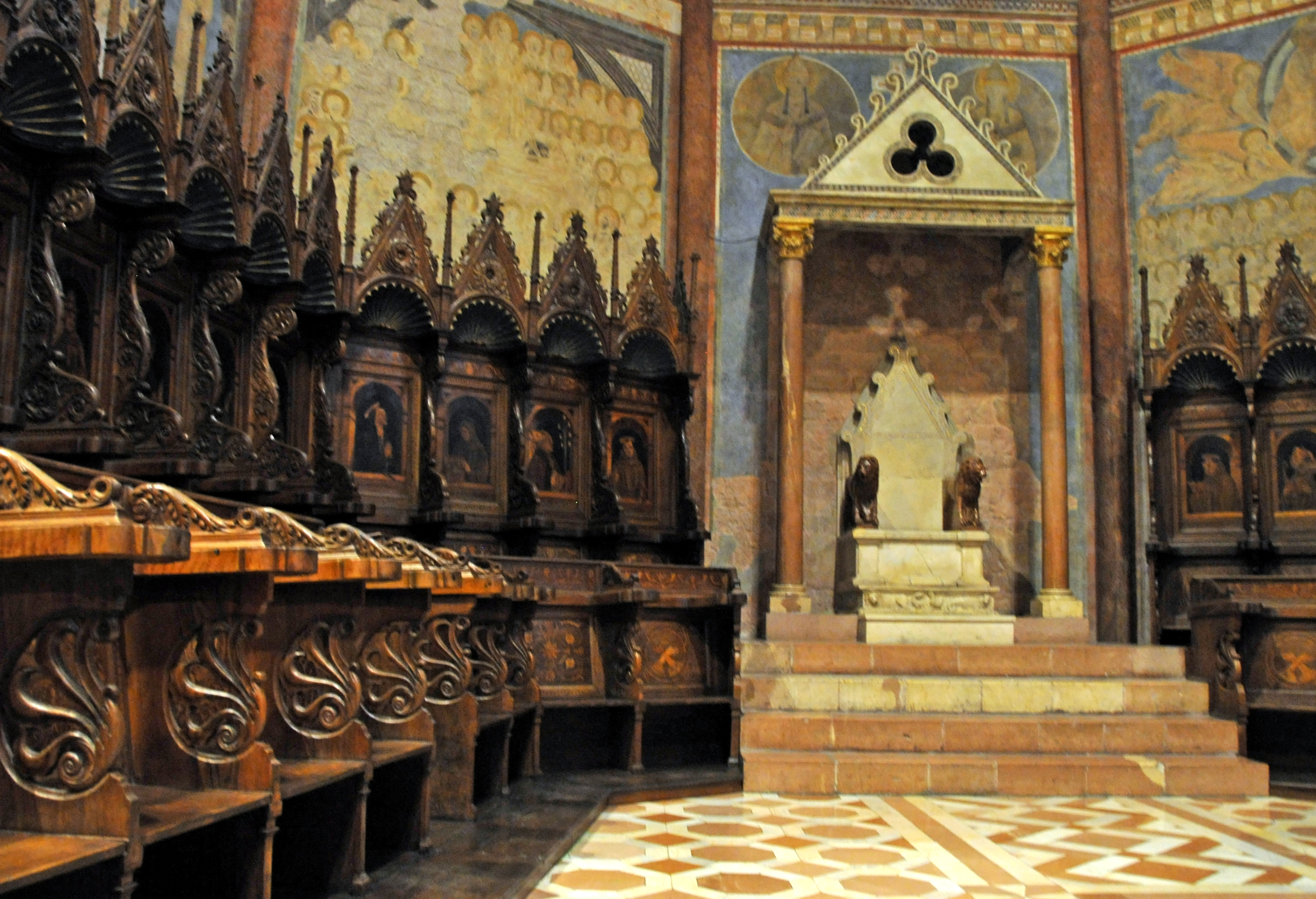
La cattedra e il coro

## 中殿

### 右墙上层
28.划分光明与黑暗（雅各布·托里蒂）

29.创造亚当（雅各波·托里蒂）

30.创造厄娃

31.原罪（雅各布·托里蒂）

32.被逐出天堂

33.无法读取

34.无法读取

35.杀死亚伯尔

### 右墙中层
36.建造方舟（雅各波·托里蒂）

37.洪水灭世

38.亚巴郎献依撒格（雅各布·托里蒂）

39.天使拜访亚伯拉罕

40.依撒格对雅各伯的祝福

41.厄撒乌被依撒格拒绝

42.若瑟被丢在井内

43.在本雅明的袋子里找到银杯

### 左墙上层
44.圣母领报

45.圣母往见

46.耶稣降生

47.三贤士来朝

48.献耶稣于圣殿

49.逃往埃及

50.与经师辩论

51.基督的洗礼

### 左墙中层
52.加纳婚宴

53.拉匝路复活

54.基督被捕

55.基督被嘲笑

56.上加略山

57.上十字架

58.《耶稣下十字架》，乔托

59.《耶稣复活》，乔托

### 反立面
60.《耶稣升天》，乔托

61.《五旬节》，乔托

62.《圣伯多禄圆画》，乔托

63.《圣保禄圆画》，乔托

64.圣母、圣婴在笑 ，乔托

### 《圣方济各生平组画》（二十八幅）
65.《平凡人的致敬》，乔托

66.《方济各把斗篷送给穷人》

67.《武器的梦》

68.《圣达弥盎祈祷》

69.《方济各宣布放弃尘世财产》

70.《依诺增爵三世的梦》

71.《依诺增爵三世认可方济各会会规》

72.方济各在火战车上

73.《宝座的异象》

74.《驱逐阿雷佐城的魔鬼》，乔托

75.《方济各在苏丹面前》

76.《方济各神魂超拔》

77.《格雷乔的圣诞马槽》，乔托

78.《泉水的奇迹》

79.《向小鸟布道》

80.《切拉诺骑士之死》

81.《在何诺三世面前讲道》

83.《圣方济各受五伤》

84.《圣方济各之死》

85.《奥斯定修士和阿西西主教的异象》

86.《圣方济各封圣》

87.《圣方济各在梦中向额我略九世显现》